# Test dei ranghi con segno di Wilcoxon
Il test dei segni per ranghi di Wilcoxon è un test non parametrico che si applica nel caso di un singolo campione con due misure accoppiate.
Esso ipotizza che la variabile dipendente derivi da una variabile casuale continua misurabile almeno su intervalli.

## Test alternativi
Nel caso siano verificate le ipotesi necessarie al test t di Student (un test parametrico con l'ipotesi che la popolazione sia distribuita
come una variabile casuale normale), il test dei segni per ranghi proposto da Wilcoxon ha un'efficienza del 95% sia per campioni piccoli che per campioni grandi.